# Novomîkolaiivka, Ielaneț
Novomîkolaiivka (în ucraineană Новомиколаївка) este un sat în comuna Vodeano-Lorîne din raionul Ielaneț, regiunea Mîkolaiiv, Ucraina.

## Demografie
Componența lingvistică a localității Novomîkolaiivka
     Ucraineană (100%)
Conform recensământului din 2001, toată populația localității Novomîkolaiivka era vorbitoare de ucraineană (100%).